# Militärflugplatz Solzy

i7
i11
i13

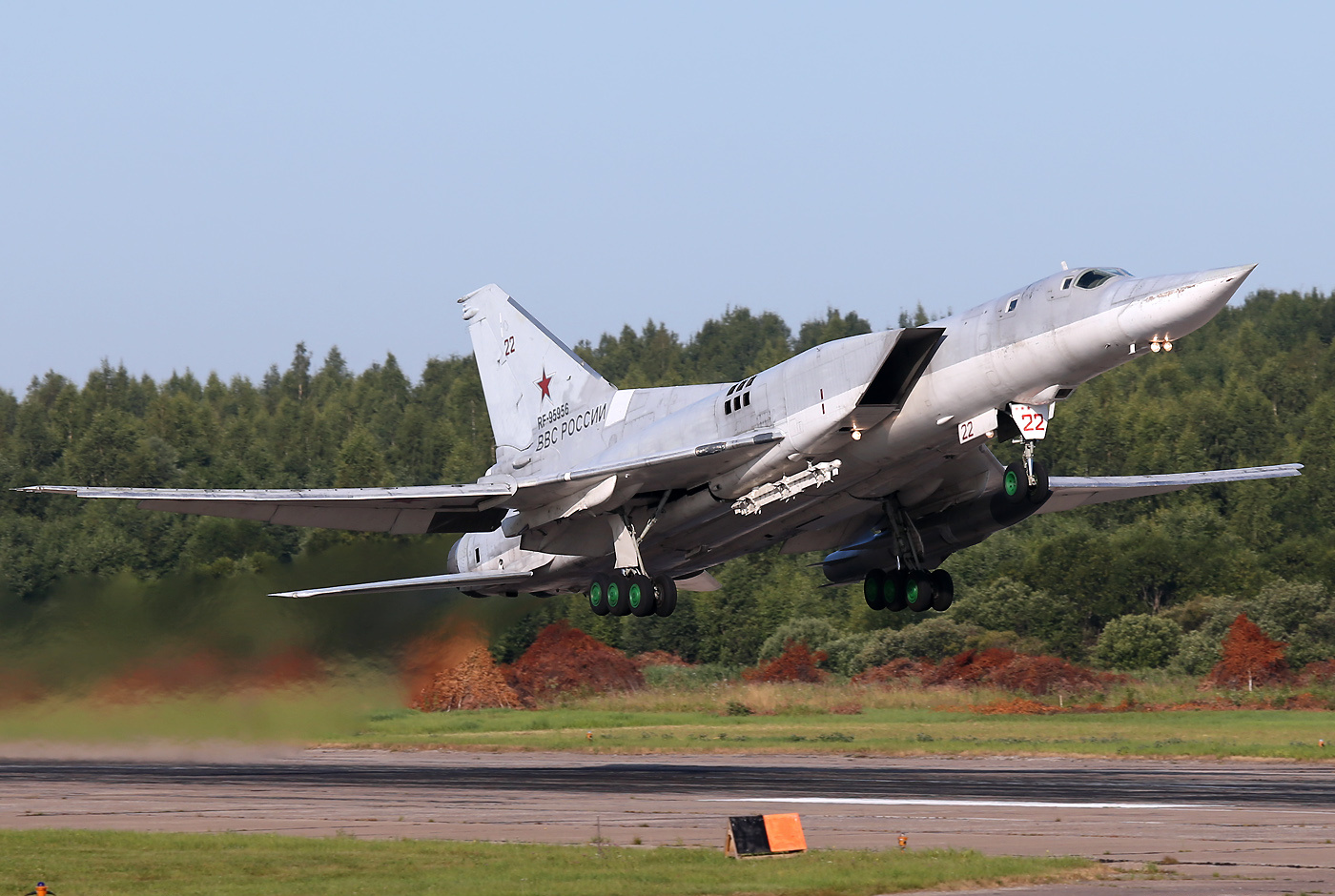
Start eines Überschallbombers Tu-22M3 in Solzy (2014)

Der Militärflugplatz Solzy ist ein Militärflugplatz der russischen Luftstreitkräfte und ein ehemaliger Fliegerhorst der Luftwaffe der Wehrmacht, nördlich der Stadt Solzy in der Oblast Nowgorod im Nordwesten Russlands.

## Geschichte
Die sowjetischen Luftstreitkräfte nutzten den Flugplatz seit Januar 1941, als das 2. Bombenflieger-Regiment (2. BAP) hier stationiert war. Bei Beginn des deutschen Überfalls auf die Sowjetunion am 22. Juni 1941 lag das 7. Schwere Bombenflieger-Regiment (7. TBAP) hier, das Tupolew TB-3-Bomber in seinen Reihen hatte. Nachdem am 3. Juli der erste deutsche Luftangriff auf den Flughafen erfolgte, eroberten deutsche Bodentruppen ihn erstmals am 14. Juli und, nachdem er von sowjetischen Verbänden nochmals zurückerobert werden konnte, endgültig am 22. Juli 1941. Die deutsche Luftwaffe nutzte ihn in der Folge überwiegend für Jagdfliegerverbände.
Die folgende Tabelle zeigt eine Auflistung aller fliegender Verbände der deutschen Luftwaffe, die hier zwischen August 1941 und Oktober 1943 stationiert waren.
| Von            | Bis            | Einheit                                                                       | Ausrüstung            |
| -------------- | -------------- | ----------------------------------------------------------------------------- | --------------------- |
| August 1941    | August 1941    | Stab/JG 27 (Stab des Jagdgeschwaders 27)                                      | Messerschmitt Bf 109F |
| August 1941    | August 1941    | III./JG 27 (III. Gruppe des Jagdgeschwaders 27)                               | Messerschmitt Bf 109F |
| August 1941    | August 1941    | II./JG 52                                                                     | Messerschmitt Bf 109F |
| August 1941    | September 1941 | IV./KG z.b.V. 1 (IV. Gruppe des Kampfgeschwaders zur besonderen Verwendung 1) | Junkers Ju 52/3m      |
| August 1941    | September 1941 | Transportstaffel VIII. Fliegerkorps                                           |                       |
| Januar 1942    | November 1942  | 1.(H)/Aufkl.Gr. 13 (1. Staffel der Nahaufklärungsgruppe 13)                   | Henschel Hs 126B-1    |
| Januar 1942    | März 1942      | 4.(H)/Aufkl.Gr. 23                                                            | Henschel Hs 126B-1    |
| Februar 1942   | April 1942     | III./JG 3                                                                     | Messerschmitt Bf 109F |
| April 1942     | Oktober 1943   | Stab/NAGr. 11 (Stab der Nachtaufklärungsgruppe 11)                            | Focke-Wulf Fw 189A-1  |
| Juli 1942      | Juli 1942      | 15./KG 53 (15. Staffel des Kampfgeschwaders 53)                               | Dornier Do 17Z-3      |
| September 1942 | Oktober 1942   | III./St.G. 77 (III. Gruppe des Sturzkampfgeschwaders 77)                      | Junkers Ju 87B-1      |
| September 1942 | November 1942  | II./JG 3                                                                      | Messerschmitt Bf 109G |
| September 1942 | Februar 1943   | 1.(H)/Aufkl.Gr. 31                                                            | Focke-Wulf Fw 189A-2  |
| Oktober 1942   | März 1943      | Störkampfgruppe Luftflotte 1                                                  |                       |
| November 1942  | Oktober 1943   | Nahaufklärungs-Staffel 11./13                                                 |                       |

Am 21. Februar 1944 befreiten sowjetische Bodentruppen Solzy und übernahmen den Militärflugplatz sogleich wieder für die sowjetische Luftwaffe.
Am 19. August 2023 wurde der Flugplatz mit einer ukrainischen Drohne angegriffen. Danach wurden die dort noch intakten Bomber mutmaßlich auf den Militärflugplatz Olenja nördlich des Polarkreises verlegt.